# 黄河三角洲
37°46′01″N 119°13′05″E / 37.7669°N 119.2181°E

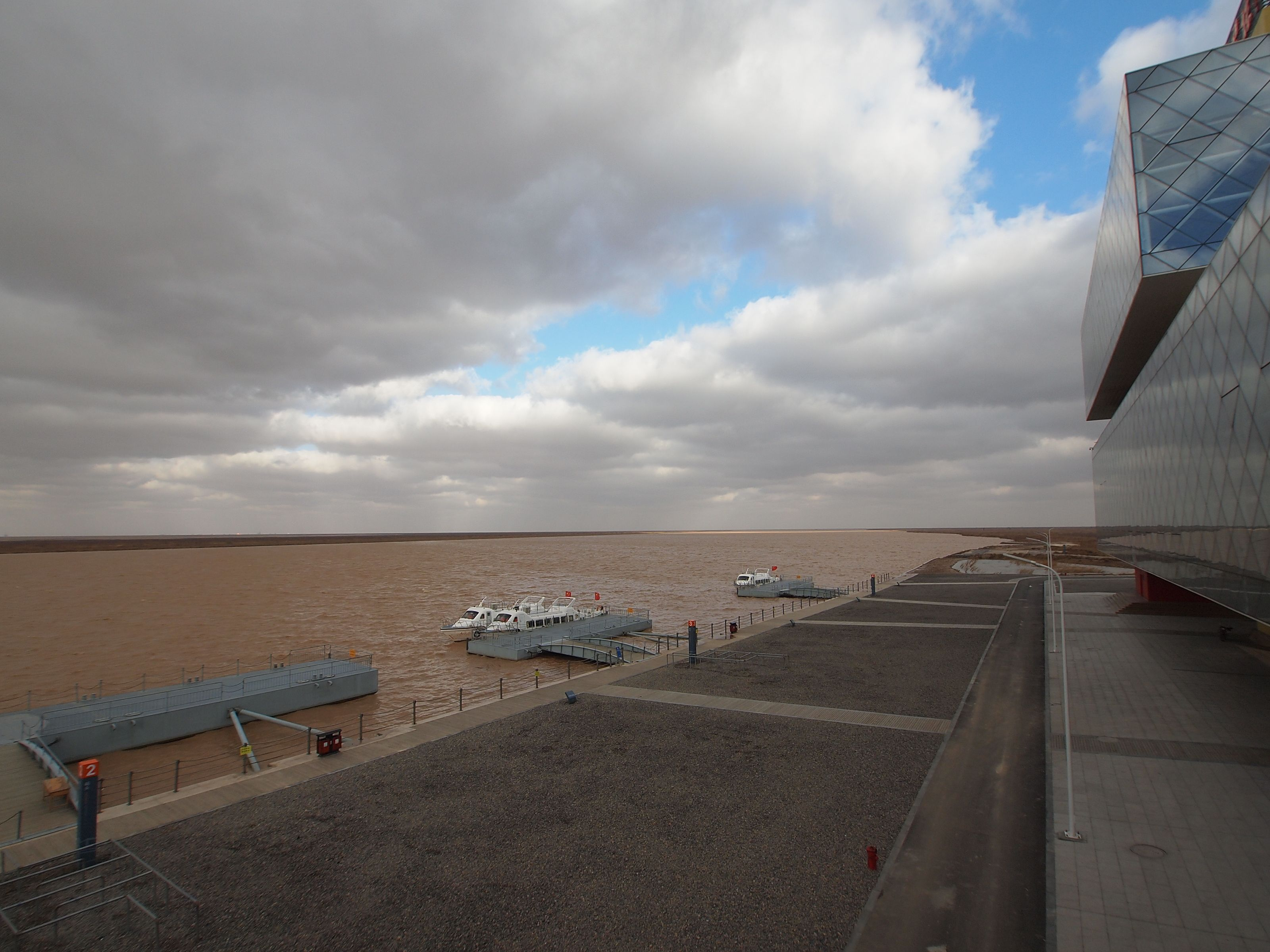
黄河口游船码头

黄河三角洲在山东省境，以垦利县、宁海为轴点，北起套尔河口，南至淄脉河口，向东撒开的扇状地形，海拔高程低于15米，面积达5450平方公里。它与长江三角洲、珠江三角洲合称中国三大三角洲，逾四分之一的中国人居于三大三角州。黄河三角洲平均海岸线每年要向海内推进390米，新造陆地30多平方千米，每年都在不停地“发育长大”，所以被称作“中国最年轻的陆地”。

## 历史与现状
黄河三角洲按形成年代可分为古代黄河三角洲、近代黄河三角洲以及现代黄河三角洲。古代黄河三角洲是指自远古到黄河于1855年夺大清河入海之前、多次变迁冲积而成的诸多三角洲的统称。清代咸丰五年（公元1855年），黄河在铜瓦厢决口后改道北流的黄河故道形成近代黄河三角洲。现代黄河三角洲则指1934年黄河尾间分流点下移26公里后，开始建造的新三角洲体系。黄河三角洲是中国最年轻的陆地。
1987年，吕卷章被调到山东省东营市林业局野生动植物保护站工作，在那里设立东营丹顶鹤保护区，后改名为东营黄河三角洲自然保护区。1990年10月，东营黄河三角洲自然保护区正式成立。1991年，成为省级自然保护区。1992年，中华人民共和国国务院批复为山东黄河三角洲国家级自然保护区。该保护区距东营市仅60公里，属温带季风型大陆性气候，一年四季分明，光照充足，雨热同期，年平均降水量为785.6毫米。

## 图片

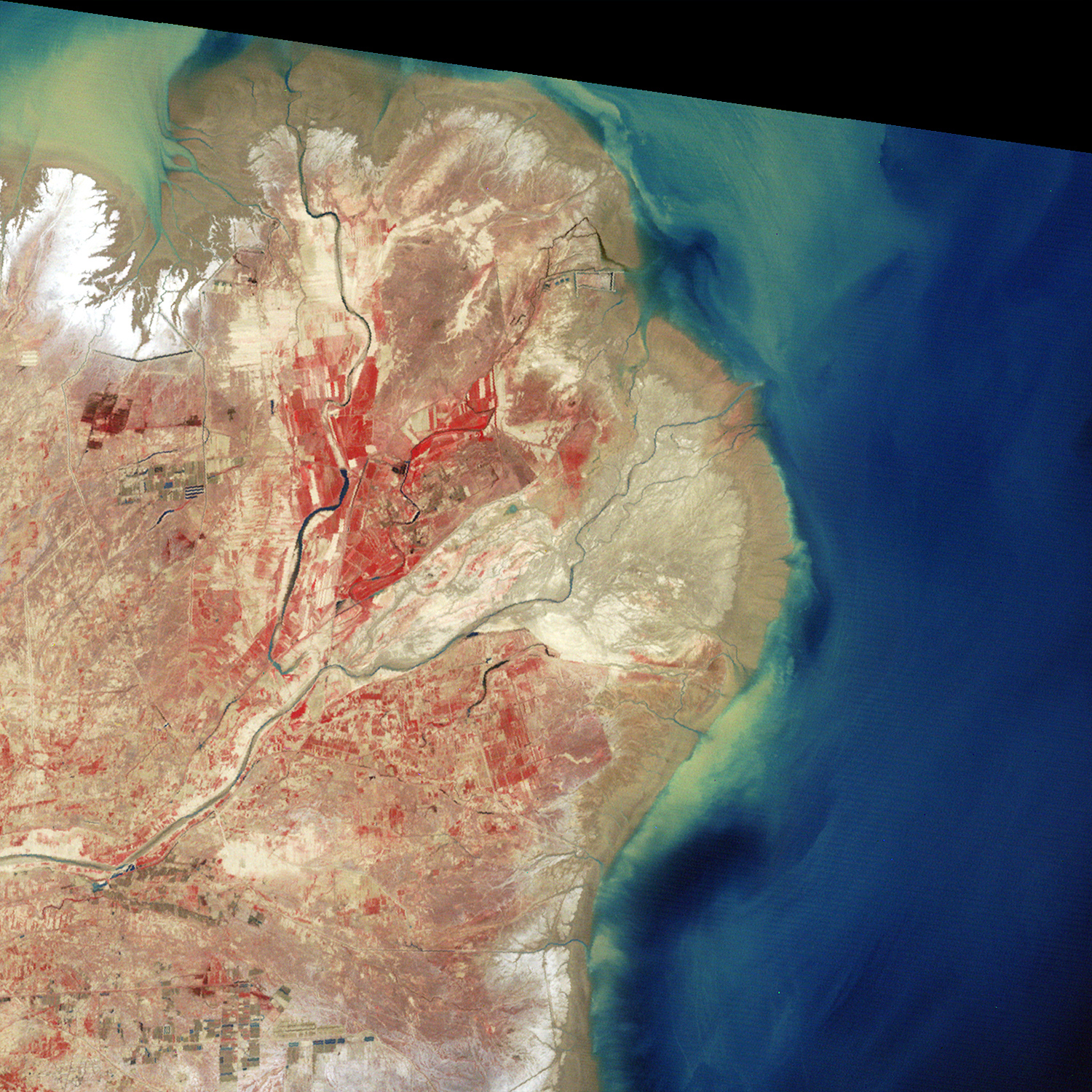
1979年时的黄河三角洲（NASA拍摄）
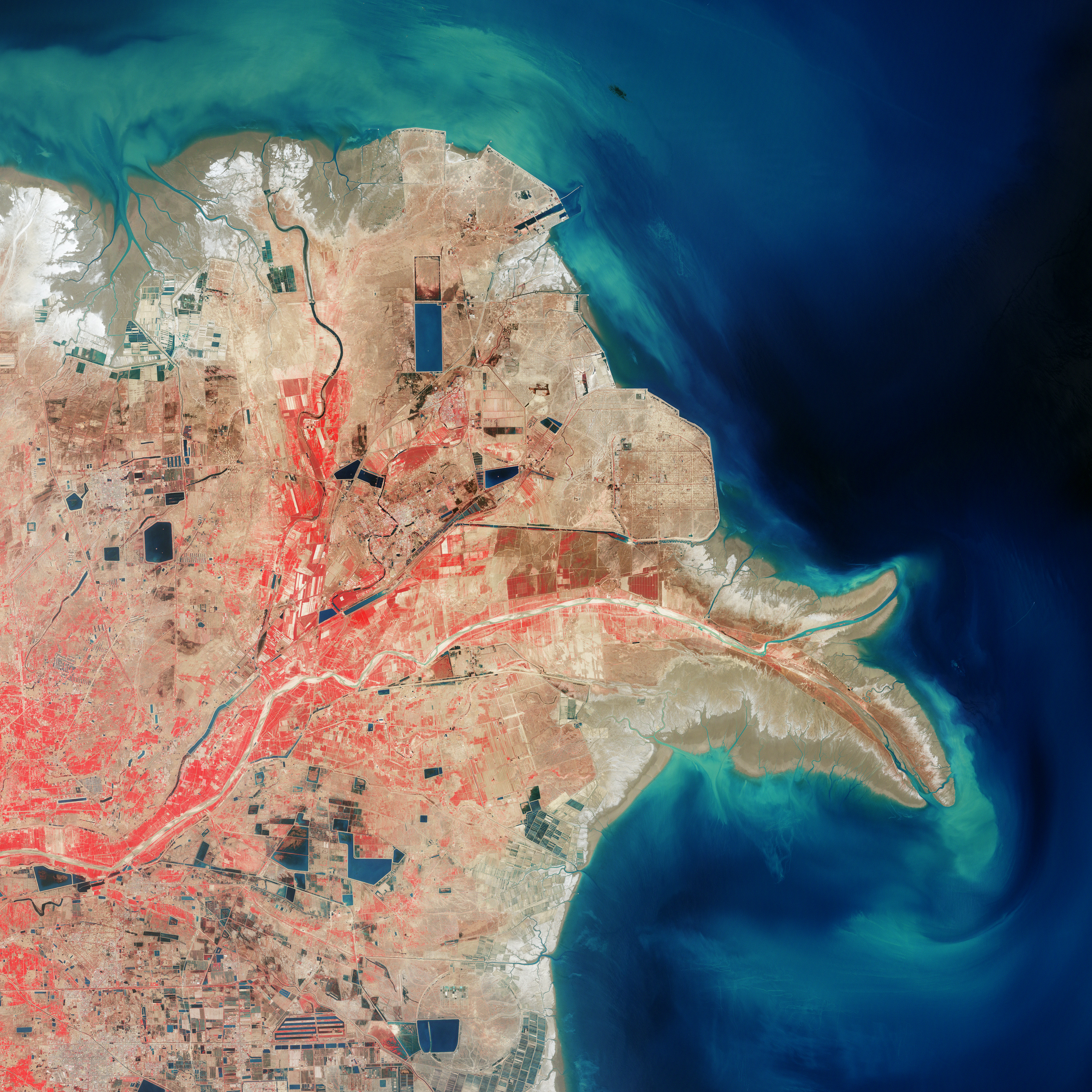
2000年时的黄河三角洲（NASA拍摄）
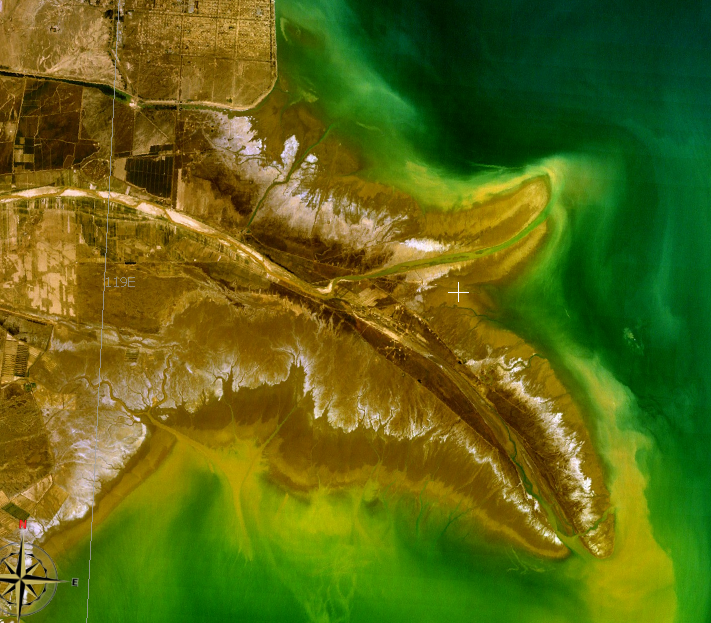
2006年时的黄河入海口（NASA拍摄）
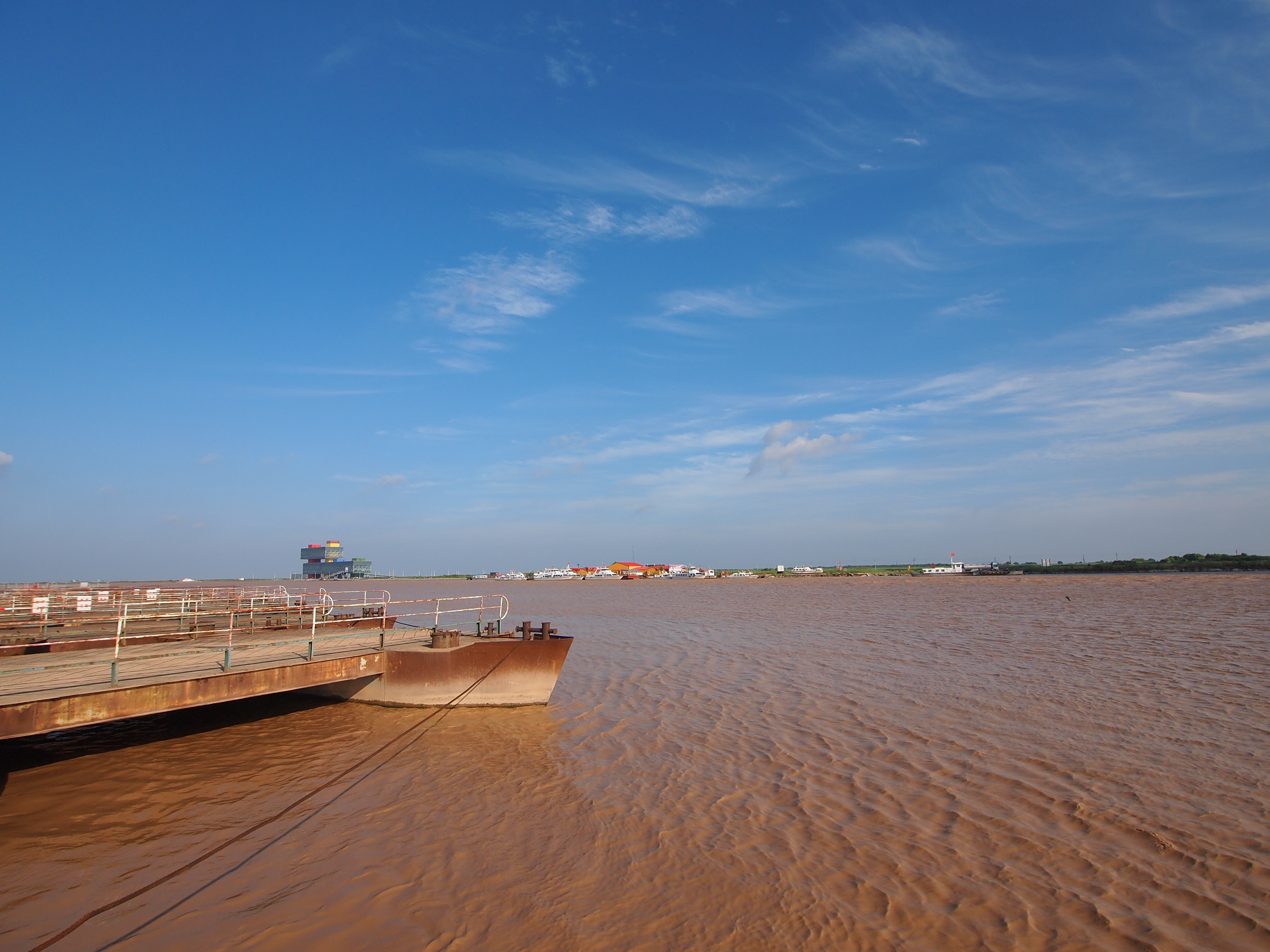
2012年拍摄的黄河河口实景
历次黄河改道示意图